# Историческая еврейская периодическая печать
Еврейская периодическая печать — периодические издания (журналы, газеты и проч.), которые либо созданы на еврейских языках (иврит, идиш, ладино), либо ввиду характера их содержания обращаются в основном к еврейской аудитории. Еврейская периодика не ограничивает себя вопросами, затрагивающими исключительно еврейство, а может включать общемировые и местные новости, а также литературно-художественные и научные материалы.

## Краткая история
Изобретение печатного станка Иоганном Гутенбергом заложило основу для развития прессы, однако первая газета была напечатана только по прошествии 150 лет. Первой газетой в мировой истории стала «Relation», которую редактировал и издавал в Страсбурге Иоганн Каролус. Первая еврейская типография была основана в Италии семьёй Сончино.
Зарождение еврейских печатных периодических изданий происходило в эпоху диаспоры, когда большая часть еврейского народа пребывала в странах рассеяния (галуте). После изгнания из Испании и Португалии евреи бежали в другие страны Европы, Османской империи и Северной Африки. Наиболее образованная и предприимчивая часть изгнанных направилась в Германию, Англию, Данию и Нидерланды, где и появились первые еврейские газеты. В дальнейшем еврейская пресса сыграла важную роль в жизни нации, сохранившей свою самобытность на чужбине без национальной экономики и политической структуры. Освещая события в еврейских общинах разных стран и городов и поощряя сотрудничество и взаимопомощь, пресса способствовала их сплочённости.

### Первенцы еврейской периодики
Предшественниками еврейских газет принято считать брошюры и листки Ваада четырёх земель, действовавшего с середины XVI в Речи Посполитой. Первой еврейской газетой, согласно многим источникам, была «Газета де Амстердам», издававшаяся на языке ладино в Амстердаме с 1674 или с 1675 года. Несколькими годами позднее в Амстердаме увидела свет первая газета на языке идиш «Курантин», которая была предназначена для ашкеназских евреев города. Обе газеты публиковали местные и международные новости. В 1691 году (по другим источникам, в 1728 г.) в Амстердаме начал издаваться на иврите журнал «При Эц ха-Хаим», публиковавший галахические респонсы.

### Хаскала в Западной Европе
Возникшее в середине XVIII века просветительское движение Хаскала оказало заметное влияние на развитие еврейской периодической печати в Европе. Основоположники и ведущие представители Хаскалы, заложившие основы светского направления в литературе на возрождённом иврите, выпускали ряд периодических изданий. Первая попытка издания еврейского еженедельника в Германии (Пруссии) была предпринята Мозесом Мендельсоном, когда его газета «Кохелет мусар» выдержала два выпуска. В 1783 году в Кёнигсберге появился орган немецких просветителей «Ха-Меассеф», в 1821 году в Вене журнал «Биккурей ха-иттим». Хаскала, зародившаяся в Пруссии, очень скоро приняла там ассимиляционную тенденцию. Секуляризованные и просвещённые немецкие евреи переходили на немецкий язык и «Ха-Меассеф» начал терять своих подписчиков. Историограф ивритской литературы Фишель Ляховер описал этот процесс такими словами: «солнце еврейского Просвещения закатилось на Западе и взошло на Востоке».

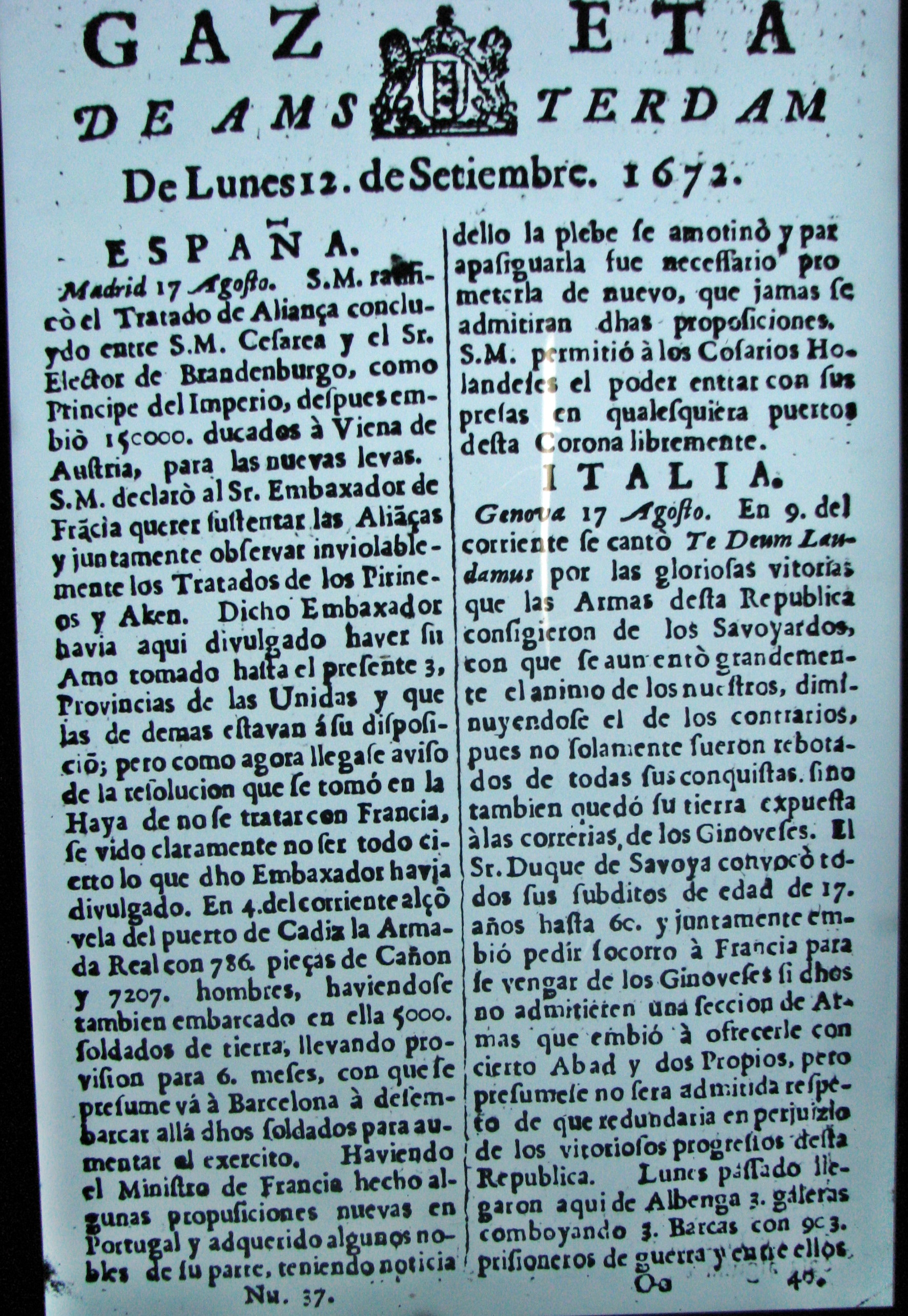
Газета де Амстердам
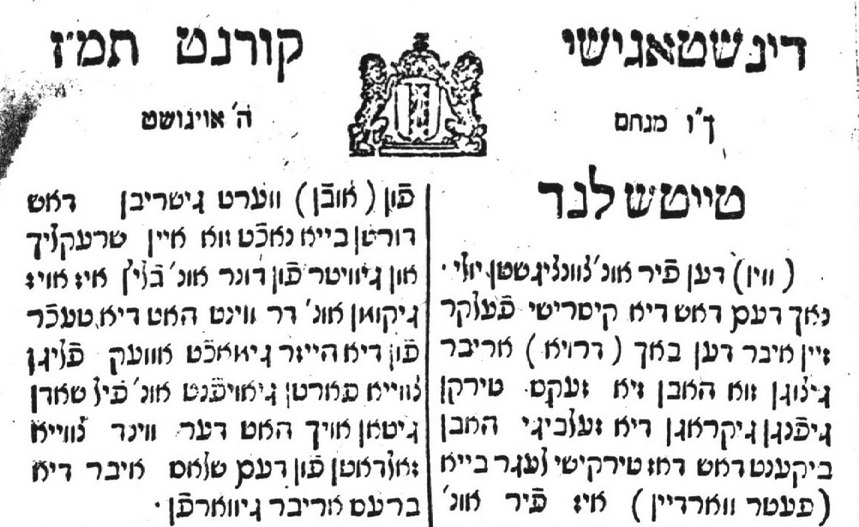
Динстагише курантин
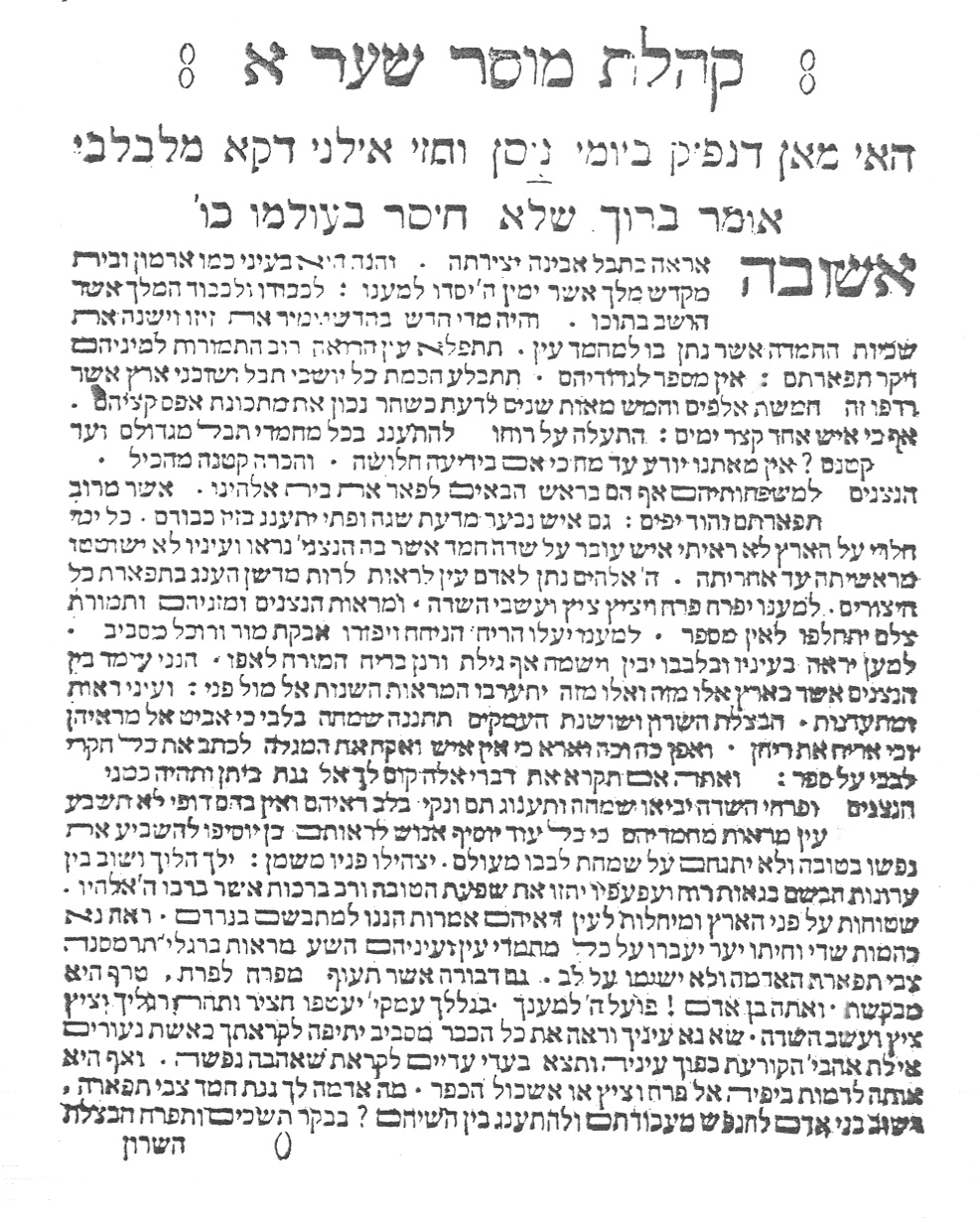
Кохелет мусар
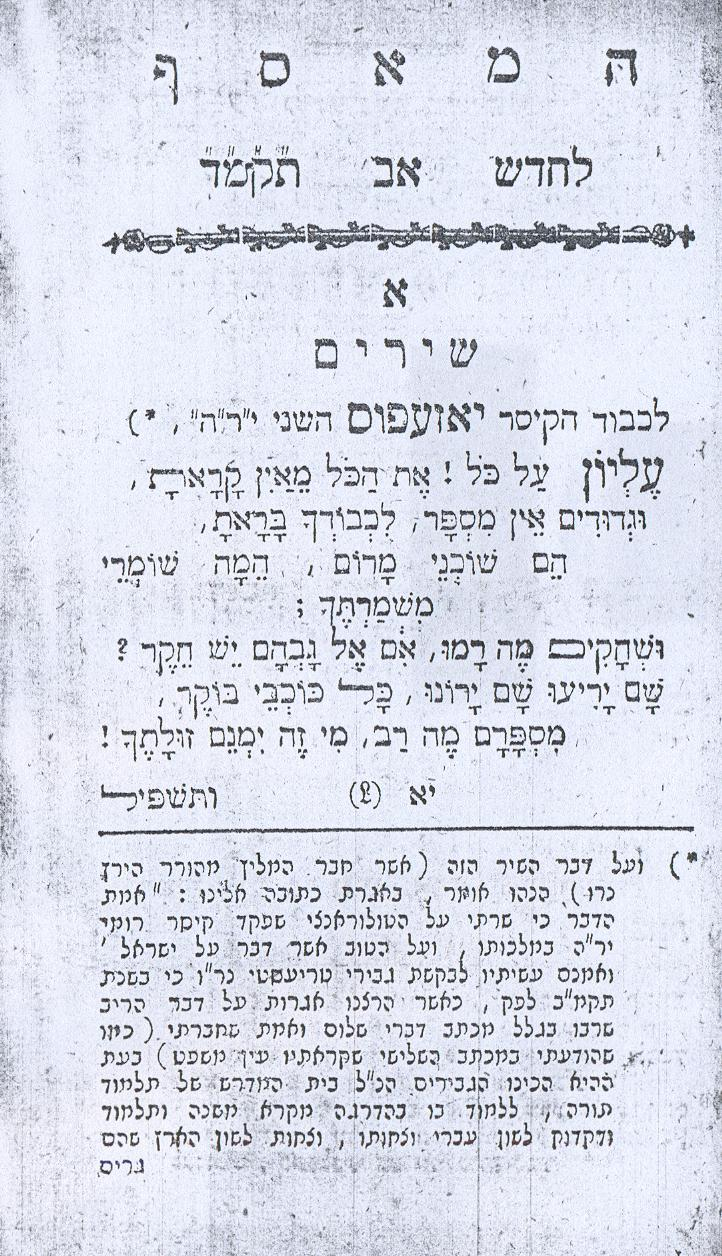
Ха-Меассеф
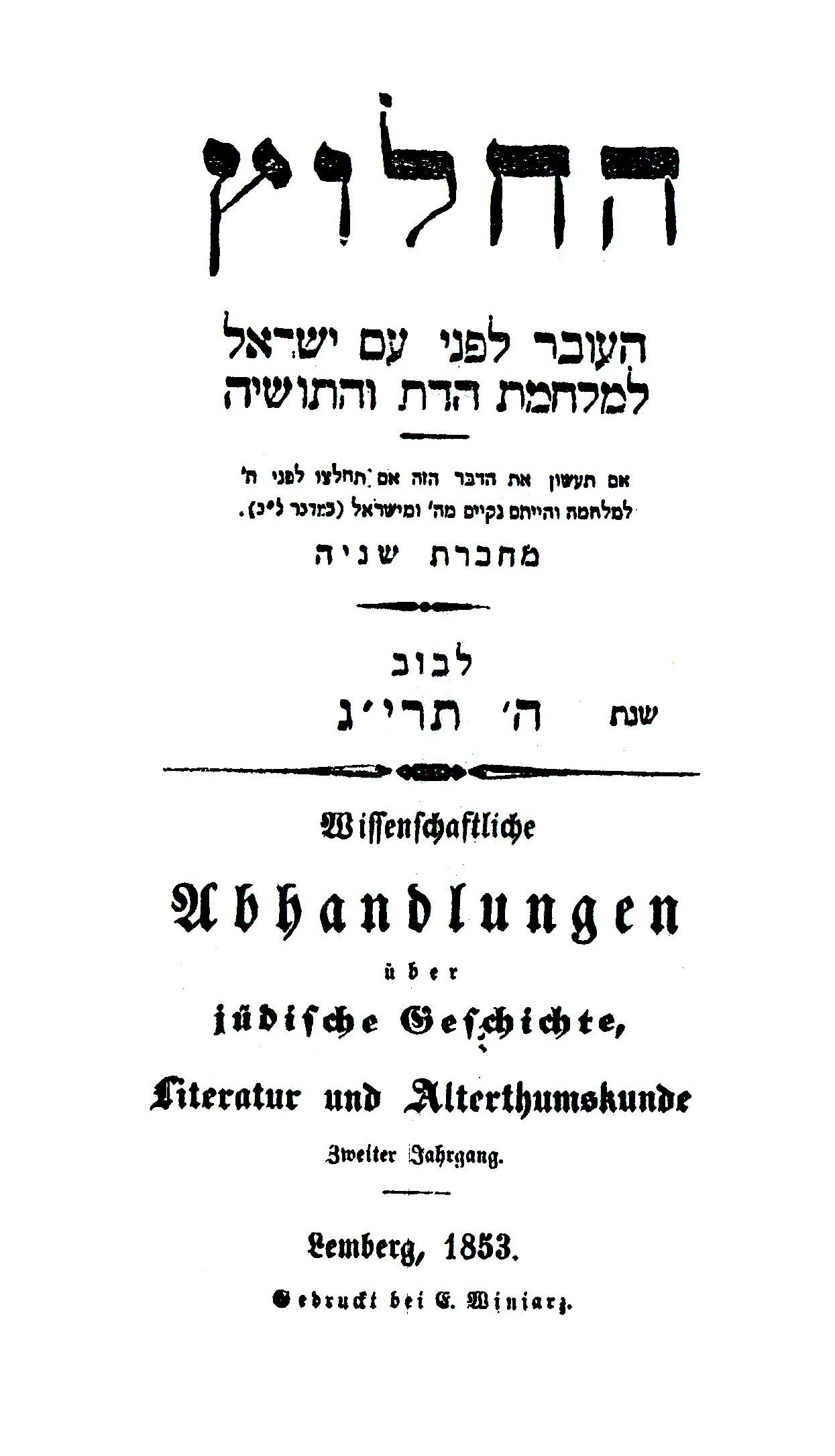
Хе-Халуц
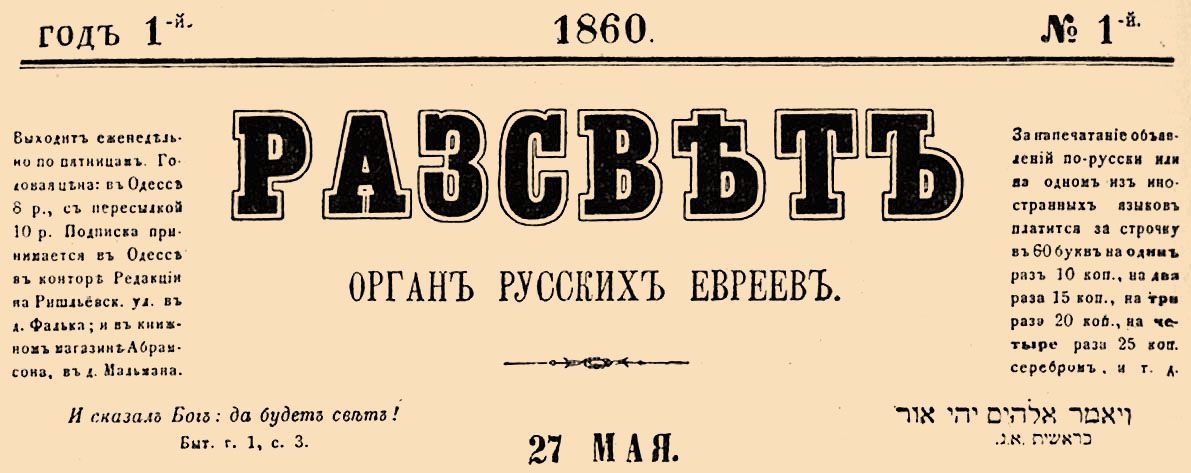
Рассвет
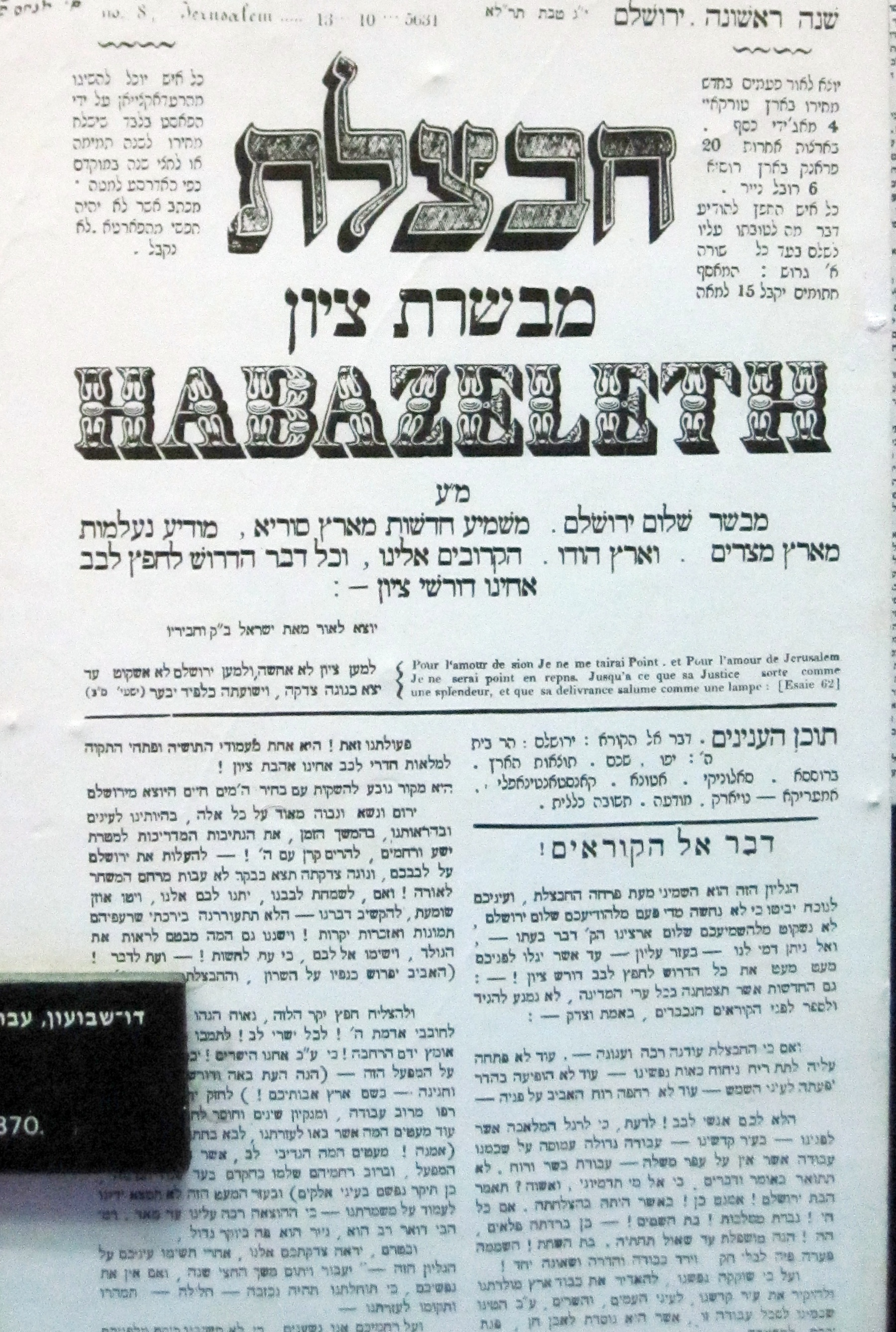
Хаваццелет
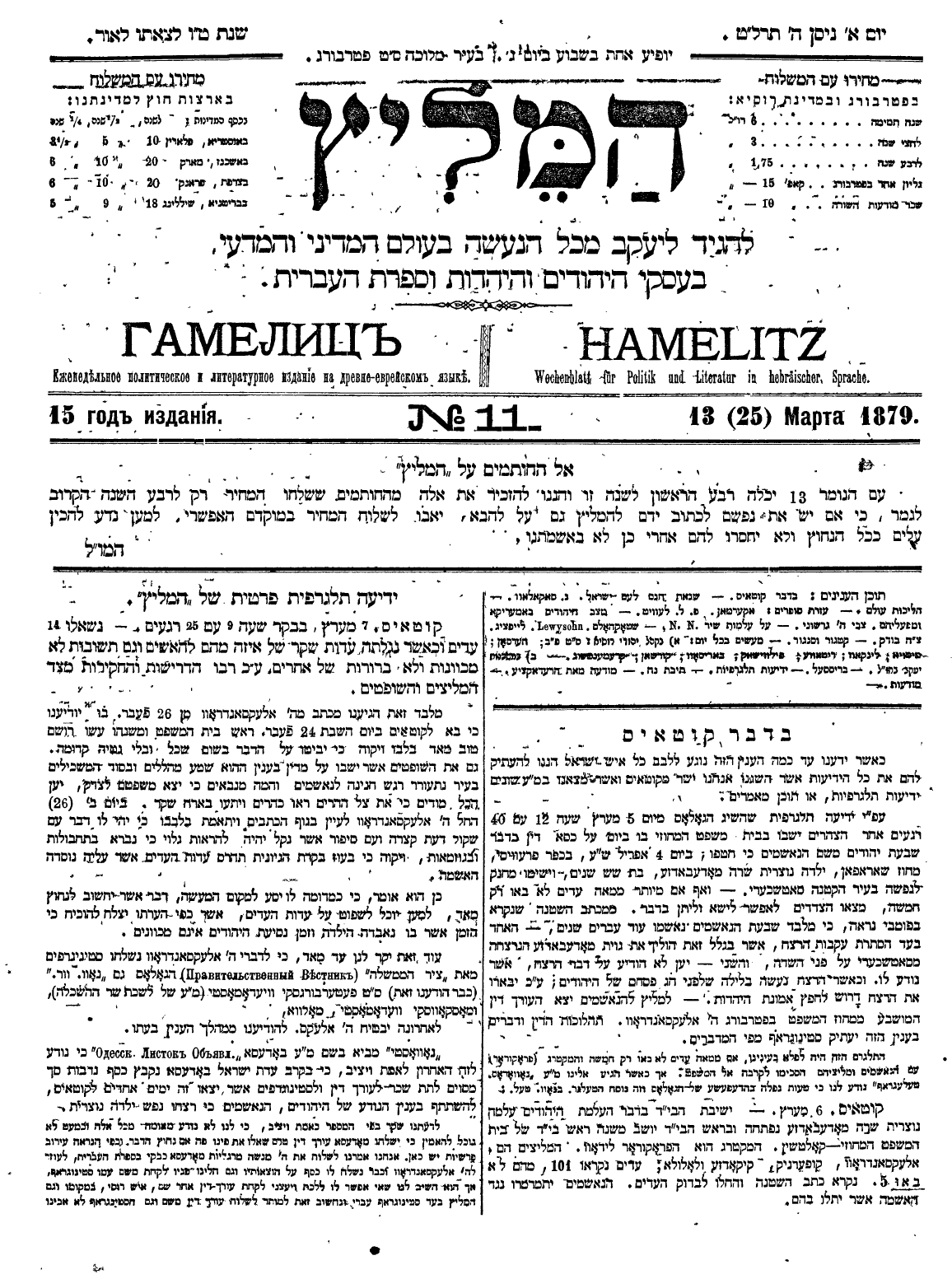
Ха-Мелиц
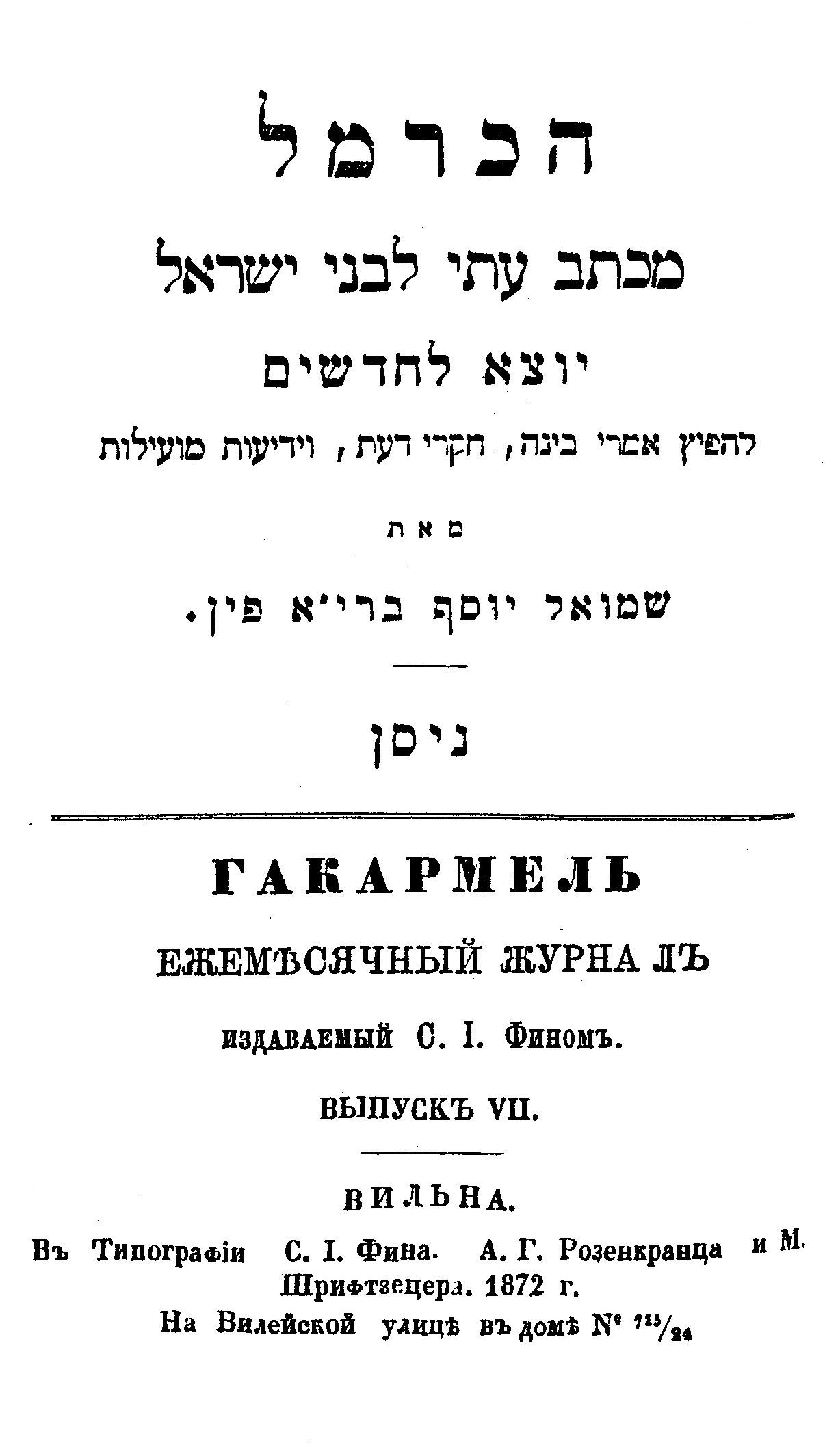
Ха-Кармель
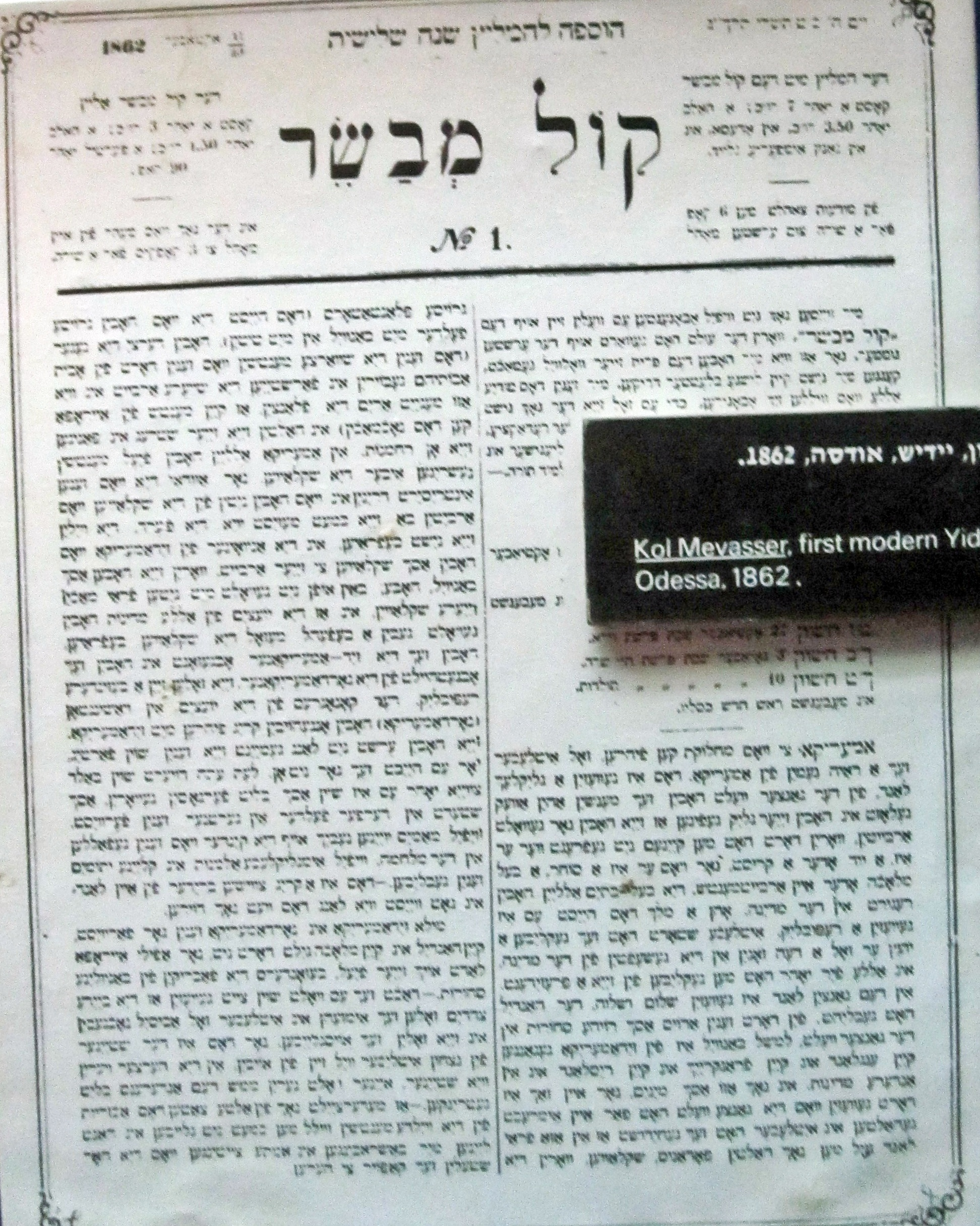
Кол мевассер
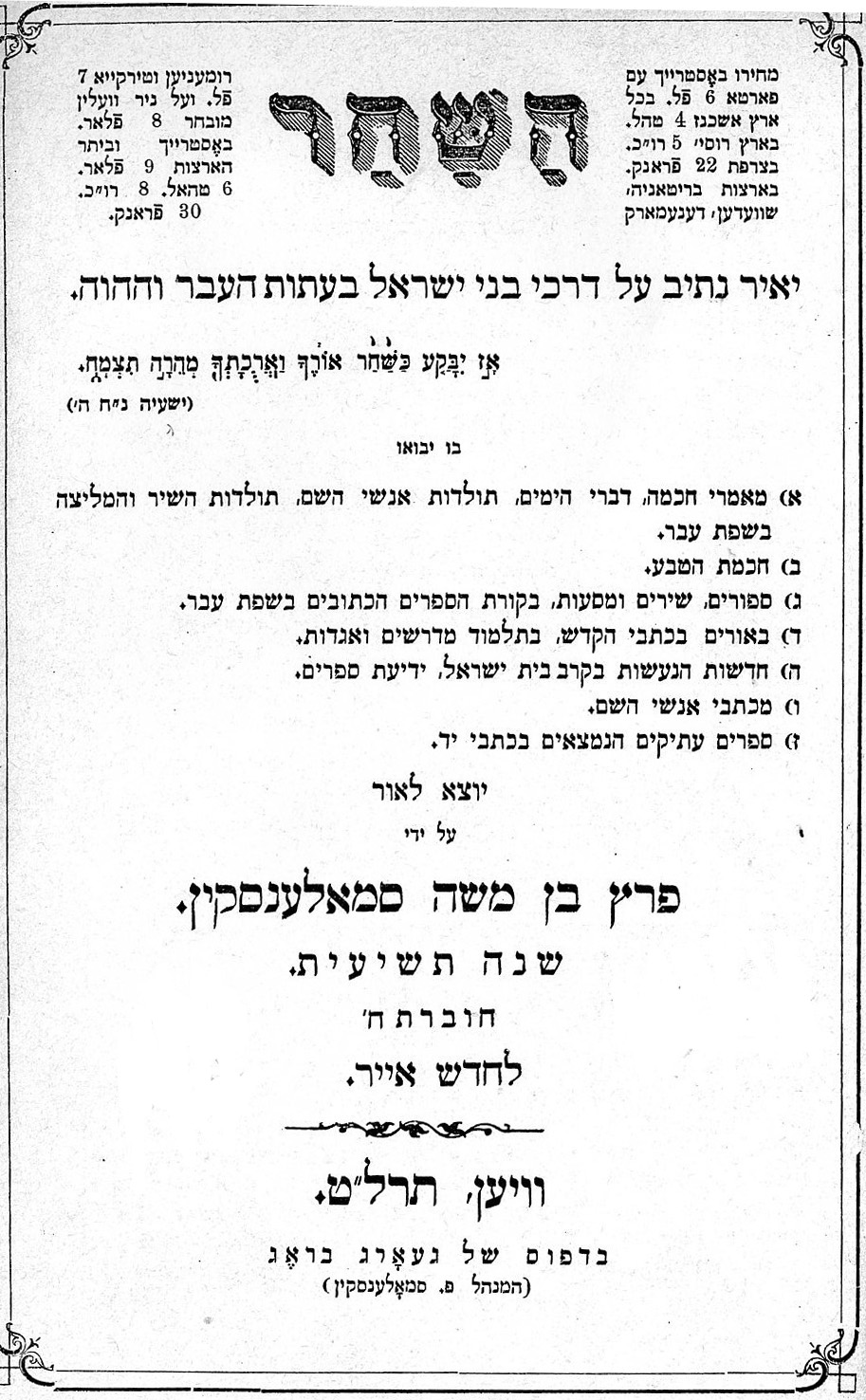
Ха-Шахар
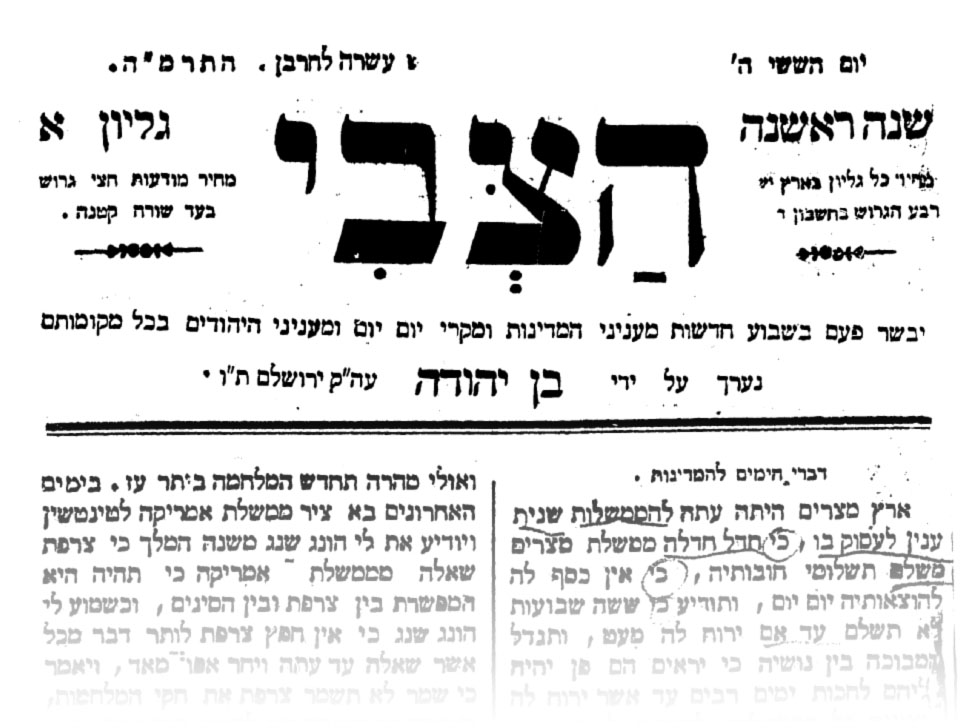
Ха-Цви
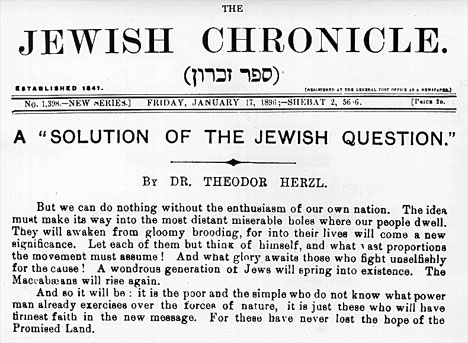
Джуиш кроникл
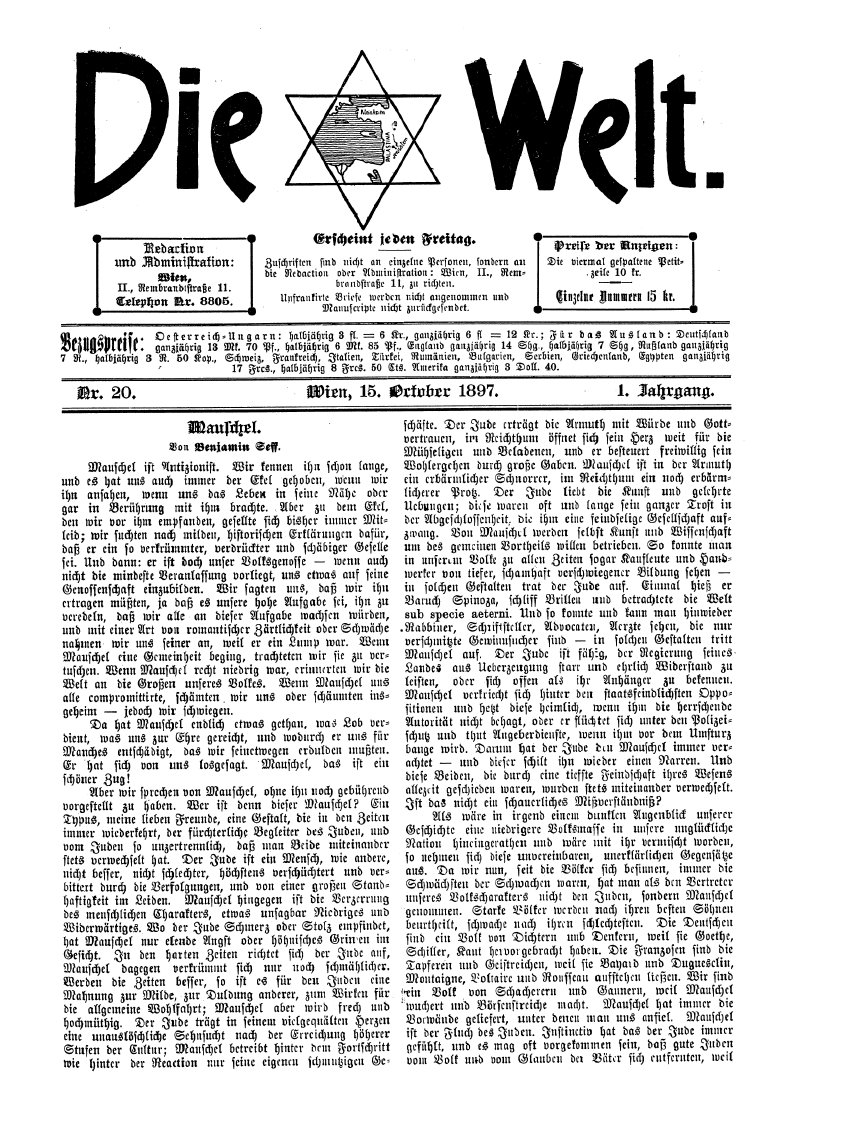
Ди Вельт

### Хаскала в Восточной Европе
Постепенно идеи Хаскалы распространились в Богемии, Галиции и других регионах Восточной Европы. С 1833 года центральной трибуной для многих маскилим стал журнал «Керем хемед». В Российской империи 1860—70 годов идеи Хаскалы отражала газета «Ха-Мелиц», одной из целей которой было посредничество «между просвещением и верой». Некоторые авторы полагают, что литература и журналистика восточноевропейской Хаскалы стала «национальной» ещё до того, как оформилось еврейское национальное движение.

### На языке идиш
Первая газета на языке идиш «Курантин» (с 1686 года) была также первой газетой, печатавшейся еврейским шрифтом. Газета подбирала материалы из голландских газет и переводила их на идиш. В 1848—1849 годах во Львове под редакцией маскила Авраама Менахем-Мендла Мора выходила еженедельная газета на идиш «Цайтунг», которая, по мнению некоторых авторов, была единственной в мире газетой на идиш в то время. С 1862 года Александр Цедербаум издавал в Одессе идишское приложение «Кол-Мевассер» (со временем ставшее самостоятельным еженедельником) к своему ивритскому изданию «Ха-Мелиц». Целью Цедербаума было создать газету «на простом идиш», чтобы простой народ знал о том, что происходит в мире. В «Кол-Мевассер» публиковались новости России и еврейского мира, а также произведения многих видных писателей, писавших на идиш. В 1881 году преемником «Кол-Мевассер» стал издаваемый Цедербаумом в Петербурге еженедельник «Идишес фолксблат». Некоторые авторы полагают, что эта газета была первым представителем современной европейской периодики на идиш.
Большое влияние на дальнейшее развитие идишской периодической печати и литературы оказали ежегодники «Еврейская народная библиотека», основанный Шолом-Алейхемом в Киеве, и «Идише библиотек», выходивший в Варшаве под редакцией И. Л. Переца. В результате иммиграции в США и страны Латинской Америки периодика на идиш возникла и в Новом Свете. Одной из самых читаемых газет на идиш стала и остаётся по сей день (2016) «Форвертс», впервые увидевшая свет в 1897 году в Нью-Йорке.

### На английском языке
Еврейская периодическая печать на английском языке возникла в 1810—1820 годах. В 1823 году появились первые ежемесячники: «Хибру интеллидженсер» («Hebrew Intelligencer») в Лондоне и «Джу» («The Jew») в Нью-Йорке. Однако основы еврейской журналистики были заложены в Великобритании в 1841 году с изданием еженедельника «Джуиш кроникл» («The Jewish Chronicle») и в США в 1843 году с выпуском ежемесячника «Оксидент» («The Occident and American Jewish Advocate»). Со временем «Джуиш кроникл» поглотила многих конкурентов, в том числе еженедельник «Джуиш уорлд» («The Jewish World»), и продолжала издаваться в 2016 году, являясь старейшим в мире еврейским периодическим изданием.

### В Российской империи
Еврейская периодика издавалась в Российской империи главным образом на языках идиш, иврит и русском. Вначале она появилась на еврейских языках и только потом на русском. В 1823 году Антон Эйзенбаум основал в Варшаве еженедельник «Дер беобахтер ан дер Вейхзел» на идиш, который выходил почти два года. После этого в империи в течение многих лет не издавалась периодика на идиш, несмотря на то, что этот язык был разговорным языком еврейских народных масс. В 1841 году в Вильне увидело свет первое в Российской империи периодическое издание на иврите «Пирхей цафон», которое, однако, вследствие цензурных затруднений выдержало только два выпуска. Трудности с разрешениями в России вынудили некоторых издателей выпускать периодику в других странах (газету «Ха-Маггид» в Пруссии с 1856 г.; ежемесячник «Ха-Шахар» в Австрии с 1868 г.) и оттуда переправлять её российским читателям.
После основания еженедельника «Ха-Маггид», ставшего центральным органом еврейской печати в Восточной Европе, в 1860 году вышли и другие еженедельники на иврите: в Вильне «Ха-Кармель» (с приложением на русском языке) и в Одессе «Ха-Мелиц». В 1886 году в Петербурге увидела свет первая ивритская ежедневная газета «Ха-Иом», после выхода которой «Ха-Мелиц» также стал выходить ежедневно. В газетах «Ха-Маггид», «Ха-Мелиц» и «Ха-Иом» профессиональные журналисты сменили прежних любителей пера и в газетах появилось больше репортажей и сообщений о текущих событиях. Идишская периодика возродилась в Российской империи в 1862 году, когда Александр Цедербаум начал издавать в Одессе приложение «Кол мевассер» к еженедельнику «Ха-Мелиц». Вокруг единственного издания на идиш группировались известные еврейские писатели из разных городов империи. После переезда в Петербург Цедербаум, начиная с 1881 года, издавал еженедельник на идиш «Идишес фолксблат». В 1880-х — 1890-х годах происходит быстрое развитие идишской печати, в частности издаются литературно-художественные сборники «Ди идише фолксбиблиотек» и «Ди идише библиотек».

#### Периодика на русском языке
Русско-еврейская периодическая печать (еврейская периодика на русском языке) родилась 27 мая 1860 года в Одессе, когда Осип Рабинович выпустил первый номер еженедельника «Рассвет». Издание ставило своей целью просвещение народа и сближение евреев с окружающим населением. «Рассвет» существовал всего один год, ему на смену пришёл еженедельник «Сион». Идеалами «Сиона», как и его предшественника, были просвещение и эмансипация (достижение гражданского равноправия). Параллельно с этими изданиями на русском языке выходило приложение к еженедельнику «Ха-Кармель». После того, как эти издания прекратили своё существование, в России в течение примерно семи лет не было русско-еврейской периодики. При поддержке Общества распространения просвещения между евреями России в 1869 году в Одессе был основан еженедельник «День». Еженедельник продвигал идеи ассимиляции евреев, а также боролся с юдофобией.
С 1871 года центр русско-еврейской периодики перемещается из Одессы в Петербург, где Адольф Ландау основывает альманах «Еврейская библиотека» и куда Цедербаум переводит свою одесскую газету, назвав её теперь «Вестник русских евреев». С изданием в Петербурге еженедельников «Русский еврей» и «Рассвет» (II-ой) осенью 1879 года началась новая стадия развития русско-еврейской периодики. Оба еженедельника отличались от предшественников переходом от ассимиляторского направления к укреплению национального самосознания среди еврейской интеллигенции. В январе 1880 года Лев Пинскер писал на страницах «Русского еврея», что в результате недостатка русско-еврейских печатных органов молодёжь не знает еврейской истории и литературы и принимает на веру превратные мнения о евреях. «Русский еврей» в умеренной форме и «Рассвет» (II-ой) более решительным тоном стремились преодолеть безразличие читателей к своему народу и пробудить в них национальное самосознание. В январе «1881 года Адольф Ландау приступил к изданию ежемесячного журнала Восход», а через год начало выходить еженедельное приложение к журналу под названием «Недельная хроника Восхода». «Восход» противился полной ассимиляции евреев, призывал к эмансипации и просвещению. Он не поддерживал палестинофилов и сионистов, но и не отказывался публиковать их статьи. «Восход» продолжал выходить до начала XX века, в то время как «Русский еврей» и «Рассвет» (II-ой) прекратили своё существование через несколько лет после основания.
Подводя итоги развития русско-еврейской журналистики в XIX веке, историк Семён Дубнов пишет в 1899 году: «К идее национального возрождения приходит ныне наша журналистика, после сорокалетних блужданий».

### В Эрец-Исраэль (Палестине)
Первым периодическим изданием на иврите в Эрец-Исраэль был журнал «Ха-Леванон», который с 1863 года издавали в Иерусалиме Иехиель Брилль, Иоэль Моше Саломон и Михл Ха-Коэн. Согласно программному манифесту журнала, он стремился информировать «обо всем, о чём было бы полезно узнать сынам Израилевым, живущим на Святой Земле». «Ха-Леванон» был ортодоксально-религиозным изданием, ориентированным на представителей старого ишува. Примерно через год оттоманские власти закрыли журнал, однако Брилль продолжал издавать его в Париже, затем в Майнце и наконец в Лондоне. Через несколько месяцев после выпуска первого журнала в Иерусалиме появился новый ежемесячник (затем еженедельник) «Хаваццелет», который издавался Исраэлем Баком и также ориентировался на религиозную аудиторию, на хасидов. «Хаваццелет» также был закрыт властями, однако в 1870 году его выпуск был продолжен, так же как и прежде в Иерусалиме. В этот период редактором издания стал Исраэль Дов Фрумкин, а помощником редактора Элиэзер Бен-Йехуда, совершивший алию в 1881 году. Оставив работу в «Хаваццелете», Бен-Иегуда в 1884 году основал в Иерусалиме собственный ивритский еженедельник «Ха-Цви» (с 1910 года — «Ха-Ор»). Когда Бен-Йехуда уезжал в Россию на поиски новых подписчиков, место редактора занимал Йехиэль Михл Пинес. Несмотря на то, что в первом выпуске «Ха-Цви» не было заявления о поставленных целях, легко можно было убедиться в том, что события освещались в нём с позиций нового ишува. Еженедельник обращался к светской тематике и использовал методы более современной журналистики.

### Национальное возрождение
Согласно историку Шмуэлю Эттингеру современное еврейское национальное движение зародилось в XIX веке. Уже в 60-е годы возникают немногочисленные группы, призывающие к национальному возрождению и к возвращению в Эрец-Исраэль. Среди них были раввины (Алкалай, Калишер), писатели и журналисты (Давид Гордон, Перец Смоленскин) и даже один социалист (Мозес Гесс). Затем национальные настроения связаны с деятельностью движения Ховевей Цион. В дальнейшем влиятельным фактором в жизни еврейского народа становится сионизм. В 1871 году Давид Гордон публиковал в газете «Ха-Маггид» статьи о политическом возрождении еврейства путём заселения Эрец-Исраэль. Элиэзер Бен-Йехуда в 1879 году на страницах ежемесячника «Ха-Шахар» призвал к созданию в Эрец-Исраэль духовного центра всего еврейства. Вскоре сам Перец Смоленскин, издатель и редактор еженедельника, стал горячим сторонником возвращения евреев на историческую родину, о чём он писал в последних трёх томах «Ха-Шахара». В определённой степени Смоленскин заложил основы идей сионистского движения, которое было создано в последующие два десятилетия. После погромов на юге Российской империи в 1881—1882 годах такие периодические издания, как «Ха-Мелиц», «Ха-Маггид», «Ха-Шахар» (все на иврите) и издававшийся на русском языке в Петербурге «Рассвет» (II-ой), начали публиковать палестинофильские материалы и выражать поддержку движению Ховевей Цион. На страницах своего журнала «Автоэмансипация!» Натан Бирнбаум ввёл новый термин, «сионизм», вскоре получивший всеобщее признание. Сборники «Ха-Пардес» Иехошуа Равницкого и позднее ежемесячный журнал «Ха-Шиллоах» под редакцией Ахад-ха-Ама были первыми выразителями идей духовного сионизма. В июне 1897 года Теодор Герцль основал еженедельную газету «Ди Вельт», впоследствии ставшую органом всемирной Сионистской организации.

## Еврейские периодические издания, основанные до начала XX века
По данным газеты «Ха-Цфира», в 1895 году существовало 116 периодических изданий, посвященных еврейскому вопросу. Согласно энциклопедии Jewish Encyclopedia, изданной в 1901—1906 годах и лёгшей в основу Еврейской энциклопедии Брокгауза и Ефрона, к 1904 году число еврейских периодических изданий, действующих и прекративших своё существование, составило 1059 наименований (без ежегодников), из которых только 211 были действующими.
В представленной ниже таблице приводится выборочный список еврейских периодических изданий, составленный на основании оценок этих изданий, приведённых в источниках статьи. Следуя библиографическому обзору Авраама Гаркави, в таблицу также включены литературные сборники, выходившие более-менее периодически.
| Название (рус.)                    | Город / Гос-во  | Год основ. | Язык        | Название (ориг.)                          | Основатель / Перв. редактор               | Тип и периодичность                     | Примечания                                                                   |
| ---------------------------------- | --------------- | ---------- | ----------- | ----------------------------------------- | ----------------------------------------- | --------------------------------------- | ---------------------------------------------------------------------------- |
| Газета де Амстердам                | Амстердам       | 1675       | ладино      | Gazeta de Amsterdam                       | Д. Кастро Тартас                          | газета                                  |                                                                              |
| Динстагише унд фрайтагише курантин | Амстердам       | 1686       | идиш        | דינשטאגישי און פרייטאגישי קורנט           | Ури Файбуш Халеви                         | газета, выходила дважды в неделю        | по вторникам «Динстагише к.», по пятницам — «Фрайтагише к.»                  |
| При Эц ха-Хаим                     | Амстердам       | 1691       | иврит       | פרי עץ-החיים                              | У. Ф. Ха-леви                             | ежемесячный журнал                      | галахические вопросы                                                         |
| Биккурей кацир                     | Венеция         | 1715       | иврит       | ביכורי הקציר                              | И. Лампронти                              | двухмесячник                            | вышло всего три выпуска                                                      |
| Кохелет мусар                      | Берлин          | 1750       | иврит       | קהלת מוסר                                 | M. Мендельсон                             | еженедельник                            | вышло всего два выпуска                                                      |
| Ха-Меассеф                         | Кёнигсберг      | 1783       | иврит       | המאסף                                     | Последователи M. Мендельсона и Н. Вессели | ежеквартальный журнал                   |                                                                              |
| Суламит                            | Дессау          | 1806       | немецкий    | Sulamith                                  | Д. Френкель Й. Вольф                      | ежемесячник                             |                                                                              |
| Биккурей ха-иттим                  | Вена            | 1821       | иврит       | בכורי העתים                               | Ш. Кохен                                  | ежегодник                               | литературно-научный журнал                                                   |
| Дер беобахтер ан дер Вейхзел       | Варшава         | 1823       | идиш        | דער בעאבאכטער אן דער ווייכסעל             | А.Эйзенбаум                               | еженедельник                            | также на польском языке                                                      |
| Керем хемед                        | Вена            | 1833       | иврит       | כרם חמד                                   | Ш. Гольдберг                              | ежегодник                               | с 1838 выходил в Праге, с1854 ‒ в Берлине                                    |
| Альгемайне цайтунг дес юдентумс    | Лейпциг         | 1837       | немецкий    | Allgemeine Zeitung des Judenthums         | Л. Филиппсон                              | еженедельный журнал                     |                                                                              |
| Ориент                             | Лейпциг         | 1840       | немецкий    | Der Orient                                | Ю. Фюрст                                  | еженедельный журнал                     | еврейская история и литература                                               |
| Аршив исраэлит                     | Париж           | 1840       | французский | Archives israélites de France             | С. Каен                                   | еженедельник                            |                                                                              |
| Джуиш кроникл                      | Лондон          | 1841       | английский  | Jewish Chronicle                          | А. Валентайн                              | еженедельная газета                     |                                                                              |
| Пирхей цафон                       | Вильна          | 1841       | иврит       | פרחי צפון                                 | С. Фин Э.Гурвич                           | ежегодник                               | первое в Российской империи еврейское пер. издание                           |
| Оксидент                           | Филадельфия     | 1843       | английский  | The Occident and American Jewish Advocate | И.Лизер                                   | ежемесячный журнал                      |                                                                              |
| Юнивер исраэлит                    | Париж           | 1844       | французский | L’Univers Israélite                       | Ж. Блок                                   | еженедельник                            |                                                                              |
| Хе-Халуц                           | Львов           | 1852       | иврит       | החלוץ                                     | И. Эртер И. Шор                           | журнал                                  |                                                                              |
| Эдукаторе исраэлита                | Верчелли        | 1853       | итальянский | L’Educatore Israelita                     | Дж. Леви Э. Понтремоли                    | ежемесячный журнал                      | с 1874 под названием «Весильо исраэлитико»                                   |
| Йешурун                            | Франкфурт       | 1854       | немецкий    | Jeschurun                                 | Ш. Гирш                                   | ежемесячный журнал                      |                                                                              |
| Ха-Маггид                          | Элк (Лык)       | 1856       | иврит       | המגיד                                     | Л. Л. Зильберман                          | еженедельная газета                     |                                                                              |
| Рассвет                            | Одесса          | 1860       | русский     | Рассвет                                   | О. Рабинович И. Тарнополь                 | еженедельный журнал                     | начало еврейской периодики в России                                          |
| Ха-Кармель                         | Вильна          | 1860       | иврит       | הכרמל                                     | С. Фин                                    | еженедельник до 1870, затем ежемесячник | первые 3 года с приложением на русском                                       |
| Ха-Мелиц                           | Одесса          | 1860       | иврит       | המליץ                                     | А. Цедербаум                              | еженедельная (с 1886 ежедневная) газета | с 1971 выходила в Петербурге                                                 |
| Сион                               | Одесса          | 1861       | русский     | Сион                                      | Э. Соловейчик Л. Пинскер                  | еженедельный журнал                     | преемник «Рассвета»                                                          |
| Кол мевассер                       | Одесса          | 1862       | идиш        | קול מבשר                                  | А. Цедербаум                              | приложение к газете Ха-Мелиц            |                                                                              |
| Ха-Цфира                           | Варшава         | 1862       | иврит       | הצפירה                                    | Х. З. Слонимский                          | еженедельная (с 1886 ежедневная) газета | научно-популярная газета                                                     |
| Ха-Леванон                         | Иерусалим       | 1863       | иврит       | הלבנון                                    | И. Брилль М. Ха-Коэн И. М. Саломон        | журнал                                  | первый ортодоксальный печатный орган на иврите в Эрец-Исраэль                |
| Хаваццелет                         | Иерусалим       | 1863       | иврит       | חבצלת                                     | И. Бак И. Д. Фрумкин                      | еженедельная газета                     | орган иерусалимских хасидов                                                  |
| Ньеив исраэлитиш веекблад          | Амстелвен       | 1865       | голландский | Nieuw Israëlietisch Weekblad              | М. Руст                                   | еженедельник                            |                                                                              |
| Ха-Шахар                           | Вена            | 1868       | иврит       | השחר                                      | П. Смоленскин                             | ежемесячник                             |                                                                              |
| День (газета, Одесса)              | Одесса          | 1869       | русский     | День                                      | С. Орнштейн                               | еженедельник                            |                                                                              |
| Вестник русских евреев             | Петербург       | 1871       | русский     | Вестник русских евреев                    | А. Цедербаум                              | еженедельная газета                     | преемник одесского «Посредника»                                              |
| Еврейская библиотека               | Петербург       | 1871       | русский     | Еврейская библиотека                      | A. E. Ландау                              | ежегодник                               | историко-литературные сборники                                               |
| Эл Тьемпо                          | Константинополь | 1871       | ладино      | El Tiempo                                 | Х. Кармона                                | газета, дважды в неделю                 |                                                                              |
| Русский еврей                      | Петербург       | 1879       | русский     | Русский еврей                             | Л. Берман                                 | еженедельник                            |                                                                              |
| Рассвет (II-ой)                    | Петербург       | 1879       | русский     | Рассвет                                   | А. Цедербаум А. Гольденблюм               | еженедельный журнал                     |                                                                              |
| Восход                             | Петербург       | 1881       | русский     | Восход                                    | A. E. Ландау                              | ежемесячный журнал                      | преемник «Еврейской библиотеки» (1871—1880)                                  |
| Идишес фолксблат                   | Петербург       | 1881       | идиш        | דאָס אידישע פאָלקסבלאַט                      | А.Цедербаум                               | еженедельная газета                     |                                                                              |
| Le Petit Tlemcenien                | Тлемсен         | 1882       | французский | Le Petit Tlemcenien                       |                                           | еженедельная газета                     |                                                                              |
| Ха-Цви                             | Иерусалим       | 1884       | иврит       | הצבי                                      | Э. Бен-Йехуда                             | еженедельная газета                     | с 1908 ‒ ежедневная, временами называлась «Ха-Ор»                            |
| Ха-Асиф                            | Варшава         | 1884       | иврит       | האסיף                                     | Н. Соколов                                | ежегодник                               |                                                                              |
| Мадьяр жидо семле                  | Будапешт        | 1884       | венгерский  | Magyar Zsidó Szemle                       | В. Бахер И. Баноци                        | ежемесячник                             |                                                                              |
| Автоэмансипация!                   | Вена            | 1885       | немецкий    | Selbst-Emancipation!                      | Н. Бирнбаум                               | журнал-двухнедельник                    |                                                                              |
| Ха-Иом                             | Петербург       | 1886       | иврит       | היום                                      | Л. Кантор                                 | ежедневная газета                       | первая в мире ежедневная газета на иврите                                    |
| Ди идише фолксбиблиотек            | Киев            | 1888       | идиш        | די יודישע פֿאָלקס־ביבליאָטהעק                | Шолом-Алейхем                             | ежегодник                               |                                                                              |
| Ди идише библиотек                 | Варшава         | 1890       | идиш        | דיא יודישע ביבליאָטעק                      | И. Л. Перец                               | ежегодник                               |                                                                              |
| Эгалитатя                          | Бухарест        | 1890       | румынский   | Egalitatea                                | М. Шварцфельд                             | еженедельник                            |                                                                              |
| Пардес                             | Одесса          | 1892       | иврит       | פרדס                                      | И. Равницкий                              | литературный сборник                    | вышло три тома: (I — 1892; II — 1894; III — 1896)                            |
| Ха-Шиллоах                         | Берлин Одесса   | 1896       | иврит       | השלח                                      | Ахад-ха-Ам                                | ежемесячный журнал                      | с 1903 выходил в Кракове под ред. И. Клаузнера, в 1920 переведен в Иерусалим |
| Ди Вельт                           | Вена            | 1897       | немецкий    | Die Welt                                  | Т. Герцль                                 | еженедельная газета                     |                                                                              |
| Форвертс                           | Нью-Йорк        | 1897       | идиш        | פֿאָרװערטס                                  | А. Каган                                  | ежедневная газета                       |                                                                              |